# يرقة (مسلسل تلفزيوني)
يرقة (هانغل: 라바) هو مسلسل تلفزيوني كوري للرسوم المتحركة بواسطة رسومات الحاسوب ، من إنتاج TUBA Entreteninment في سيول، كوريا الجنوبية. يتكون هذا الكارتون من يرقات كشخصيتين رئيسيتين.

## وصلات خارجية
- يرقة على موقع IMDb (الإنجليزية)
- يرقة على موقع نتفليكس (الإنجليزية)
- يرقة على موقع كينوبويسك (الروسية)
- يرقة على موقع ألو سيني (الفرنسية)
- يرقة على موقع قاعدة بيانات الفيلم (الإنجليزية)